# Simon Chemoiywo
Simon Chemoiywo (20 de abril de 1968) é um ex-maratonista profissional queniano.
Simon Chemoiywo venceu a Corrida Internacional de São Silvestre, em 1992 e 1993.